# Els afamats
Els afamats (francès: Les Affamés) és una pel·lícula de terror canadenca en llengua francesa del 2017 escrita i dirigida per Robin Aubert i protagonitzada per Marc-André Grondin, Monia Chokri, Brigitte Poupart, Luc Proulx, Charlotte St-Martin i Micheline Lanctôt. La pel·lícula representa els residents d'una petita ciutat del Quebec rural mentre s'enfronten a un brot que porta a un atac per part de persones semblants a zombis. Ha estat subtitulada al català.
Els afamats es va estrenar amb crítiques positives pels seus temes socials. Va guanyar el Premi del Festival Internacional de Cinema de Toronto a la millor pel·lícula canadenca i va ser nominada a cinc Canadian Screen Awards, inclòs el Millor pel·lícula, guanyant Millor Maquillatge.

## Argument
Arran d'un brot semblant a un zombi, les regions rurals del Quebec es veuen delmades i queden pocs supervivents. Bonin i el seu amic Vézina patrullen amb escopetes, disparant als infectats mentre es diverteixen mútuament amb bromes de metges. Mentre està fora, Vézina és arrossegat al bosc, envoltat i atacat. Una altra supervivent, dona i mare Céline, condueix, sola, i mata els infectats mentre els troba amb un matxet. Céline entra a la propietat de dues dones grans armades, Thérèse i Pauline, que li diuen a Céline que es despulli perquè puguin veure si ha estat mossegada. En veure que la Céline està neta, la acullen.
Bonin coneix la Tania, una dona jove amb una marca de mossegada, que jura que l'ha mossegada un gos i no un infectat. Mentre que la Tania està lligada inicialment per motius de seguretat, Bonin la deslliga i l'allunya mentre els infectats s'acosten. Agafen una nena, Zoé. Bonin també detecta infectats en un camp i els espia. Observa que estan reunits al voltant d'una pila d'objectes trobats que han reunit en un ritual misteriós.
Bonin, Tania i Zoé tornen a casa de la Thérèse i la Pauline, i Bonin els coneix. Junts, el grup s'adona que la casa està en el camí de la invasió infectada. Quan els infectats s'enfilen, el grup fuig. Es troben amb dos supervivents més, l'ancià antic agent d'assegurances Réal i el jove Ti-Cul, que va armat amb un rifle. El grup s'uneix i troba una cabana. A l'interior, troben una nota d'un supervivent anònim que adverteix a qualsevol que la llegeixi que es mantingui allunyat de la ciutat i diu que l'autor està buscant supervivents a l'autopista 113 de Quebec. Pauline és mossegada i disparada per Thérèse. En Réal, després d'haver estat mossegat abans, gira, mossega Ti-Cul, i és mort per Céline, que també mata en Ti-Cul abans que pugui girar.
Els infectats que avancen sobrepassenels supervivents restants. Thérèse es queda enrere perquè Bonin pugui escapar amb Zoé i és assassinat. Envoltada, la Céline comença a robar els no-morts que s'acosten. En Bonin li dóna Zoé a la Tània i s'allunya dels infectats, mentre que la Tania amaga Zoé en un túnel i li diu que Zoé és la més forta. La Tania desapareix mentre l'infectat continua pululant. Quan Zoé emergeix, troba en Bonin apuntant la seva escopeta al seu propi cap. Bonin li diu que vagi a buscar la Tania, i Zoé marxa sola cap a la autopista 113, passant per davant d'una altra estructura infectada. A la carretera, és recollida per un supervivent en un cotxe de carreres (vist a l'inici de la pel·lícula) després d'advertir-lo que no continuï a la carretera.
En una escena posterior als crèdits, els recentment zombificats Bonin i Tania es troben davant d'una torre de cadires apilades sobre la qual hi ha un lloro.

## Repartiment
- Marc-André Grondin : Bonin
- Monia Chokri : Tania
- Charlotte St-Martin : Zoé
- Micheline Lanctôt : Pauline
- Marie-Ginette Guay : Thérèse
- Brigitte Poupart : Céline
- Édouard Tremblay-Grenier : Ti-Cul
- Luc Proulx : Réal
- Didier Lucien : Vézina
- Robert Brouillette : Paco
- Martin Héroux : Demers
- Patrick Hivon : el corredor de cotxes

## Producció
Aubert va citar el cinema de Robert Bresson i Andrei Tarkovski com a influències. Aubert va seleccionar Brigitte Poupart per Facebook, després de preguntar-li, sense explicarque estava treballant en una història sobre una infecció semblant a un zombi, "Oh, per cert, mai has atrapat un animal?"

## Llançament
Els afamats es va estrenar al Festival Internacional de Cinema de Toronto el setembre de 2017. Després es va presentar al Fantastic Fest a Austin, Texas un mes més tard. Netflix va adquirir la pel·lícula i la va estrenar el 2 de març de 2018 fora del Canadà, Amèrica Llatina i Europa de l'Est.

### Recepció crítica

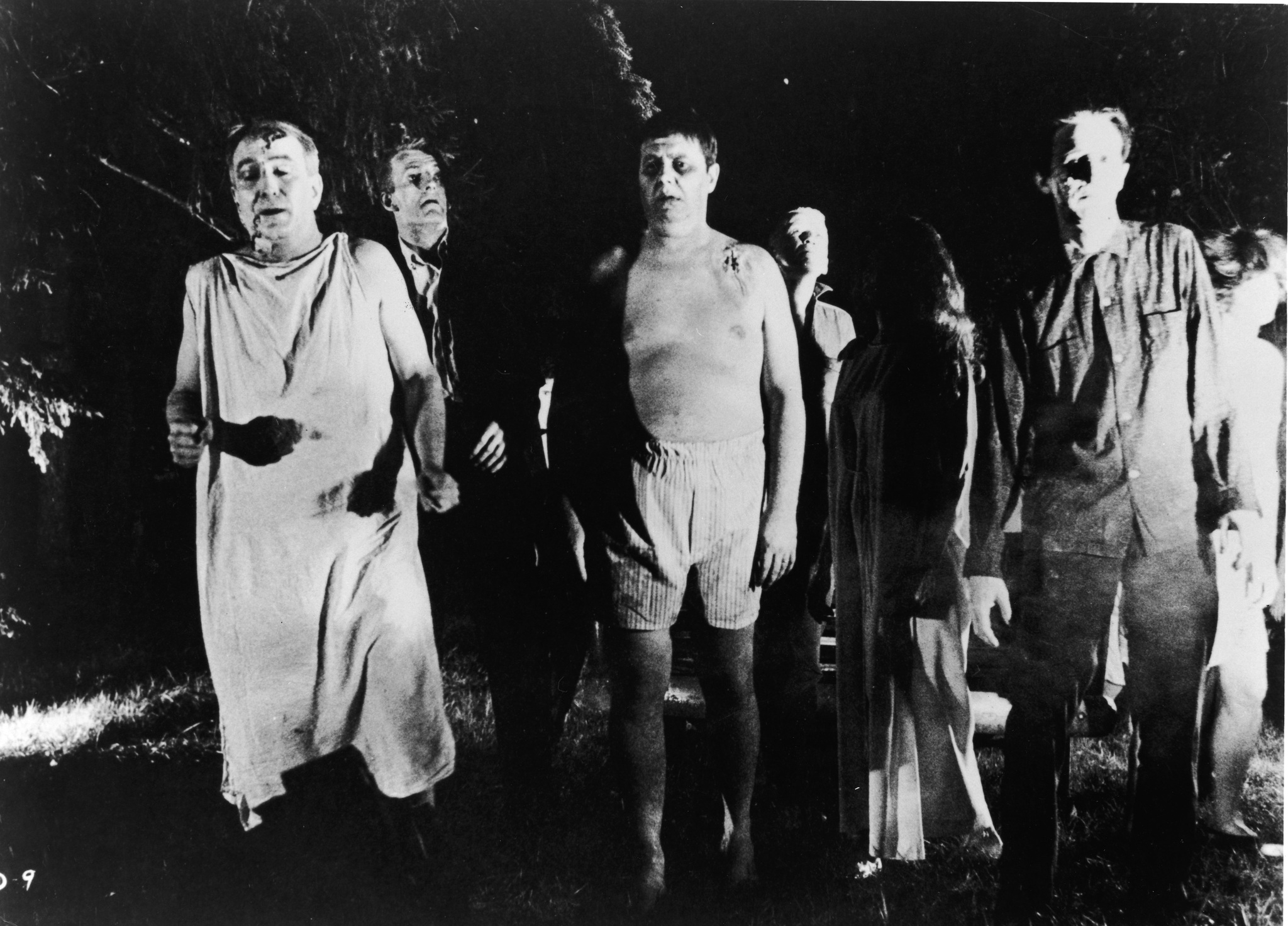
Els temes de supervivència de la pel·lícula es van comparar amb els de la pel·lícula de zombis de 1968 La nit dels morts vivents.

Al lloc web de l'agregador de ressenyes Rotten Tomatoes, la pel·lícula té una puntuació d'aprovació del 89% basada en 27 ressenyes, amb una puntuació mitjana de 6,8/10.
Per The Montreal Gazette, T'cha Dunlevy va elogiar la pel·lícula com una reinvenció reeixida del gènere zombie, i "al mateix temps molt divertida, filosòfica, aterridora quan ha de ser i audaçment cinematogràfica en tot moment". A la seva ressenya per a The Globe and Mail, Robert Everett-Green va jutjar Els afamats com una al·legoria de la política del Quebec, dient que Aubert va inventar una cultura per als zombis, completa amb els seus propis béns i indicis d'una religió zombi. Es converteixen en una amenaça invasiva per a la cultura del Quebec, lligada a la batalla de les Planes d'Abraham i al debat contemporani sobre el niqab, inclosa la llei 62, va escriure Everett-Green. Chantal Guy va atorgar Els afamats quatre estrelles a La Presse, i va argumentar que presentava temes de supervivència trobats al cinema zombi anterior com ara La nit dels morts vivents, afegint comentaris sobre la identitat social i com la societat ja està sent "zombificada".
Al desembre, TIFF va nomenar la pel·lícula a la seva llista anual Canada's Top Ten de les deu millors pel·lícules canadenques.

### Reconeixements
Al TIFF, la pel·lícula va guanyar el premi al Millor pel·lícula canadenca.
| Premi                                       | Data de cerimònia        | Categoria                                 | Receptor(s)                                                        | Resultat  | Ref(s)        |
| ------------------------------------------- | ------------------------ | ----------------------------------------- | ------------------------------------------------------------------ | --------- | ------------- |
| Canadian Screen Awards                      | 11 de març de 2018       | Millor pel·lícula                         | Stéphanie Morissette                                               | Nominat   | [ 14 ]        |
| Canadian Screen Awards                      | 11 de març de 2018       | Millor director                           | Robin Aubert                                                       | Nominat   | [ 14 ]        |
| Canadian Screen Awards                      | 11 de març de 2018       | Millor actriu de repartiment              | Brigitte Poupart                                                   | Nominat   | [ 14 ]        |
| Canadian Screen Awards                      | 11 de març de 2018       | Millor banda sonora original              | Pierre-Philippe Côté                                               | Nominat   | [ 14 ]        |
| Canadian Screen Awards                      | 11 de març de 2018       | Millor maquillatge                        | Erik Gosselin, Marie-France Guy                                    | Guanyador | [ 15 ]        |
| Festival du nouveau cinéma                  | 2017                     | Premi Temps Audience                      | Robin Aubert                                                       | Guanyador | [ 5 ]         |
| Prix collégial du cinéma québécois          | 2018                     | Millor pel·lícula                         | Els afamats                                                        | Nominat   | [ 16 ]        |
| Prix Iris                                   | 3 de juny de 2018        | Millor pel·lícula                         | Stéphanie Morissette                                               | Guanyador | [ 17 ] [ 18 ] |
| Prix Iris                                   | 3 de juny de 2018        | Millor director                           | Robin Aubert                                                       | Guanyador | [ 17 ] [ 18 ] |
| Prix Iris                                   | 3 de juny de 2018        | Millor actriu de repartiment              | Brigitte Poupart                                                   | Guanyador | [ 17 ] [ 18 ] |
| Prix Iris                                   | 3 de juny de 2018        | Millor actriu de repartiment              | Micheline Lanctôt                                                  | Nominat   | [ 17 ] [ 18 ] |
| Prix Iris                                   | 3 de juny de 2018        | Millor so                                 | Jean-Sébastien Beaudoin Gagnon, Stéphane Bergeron, Olivier Calvert | Guanyador | [ 19 ]        |
| Prix Iris                                   | 3 de juny de 2018        | Millor banda sonora original              | Pierre-Philippe Côté                                               | Guanyador | [ 19 ]        |
| Prix Iris                                   | 3 de juny de 2018        | Millor maquillatge                        | Erik Gosselin, Marie-France Guy                                    | Guanyador | [ 19 ]        |
| Prix Iris                                   | 3 de juny de 2018        | Millors efectes visuals                   | Jean-François "Jafaz" Ferland                                      | Guanyador | [ 19 ]        |
| Prix Iris                                   | 3 de juny de 2018        | La pel·lícula més exitosa fora del Quebec | Robin Aubert                                                       | Guanyador | [ 19 ]        |
| Festival Internacional de Cinema de Toronto | 7-17 de setembre de 2017 | Millor pel·lícula canadenca               | Robin Aubert                                                       | Guanyador | [ 13 ]        |